# Cassano Magnago
Cassano Magnago – miasto i gmina we Włoszech, w regionie Lombardia, w prowincji Varese.
Według danych na rok 2004 gminę zamieszkiwały 20 673 osoby, 1722,8 os./km².